# Sárgásbarna selyemgomba
A sárgásbarna selyemgomba (Amanita battarrae) a galócafélék családjába tartozó, Eurázsiában és Észak-Amerikában honos, lomb- és tűlevelű erdőkben élő, ehető gombafaj. 

## Megjelenése
A sárgásbarna selyemgomba kalapja 5-12 cm széles, kezdetben tojás alakú, utána domborúvá válik, majd laposan kiterül, közepén kis púppal. Színe szürkésbarnás, esetleg sárgás- vagy zöldes árnyalattal; közepe idővel sötétebb, széle halványabb lesz. Széle fésűsen bordás (általában egy vékony, sötétebb sávval ott, ahonnan a bordázottság kezdődik), fiatalon burokmaradványok lehetnek rajta.  
Húsa vékony, fehéres vagy halványsárgás színű. Íze és szaga nem jellegzetes. 
Sűrű lemezei szabadon állnak, néha épphogy tönkhöz nőttek; kevés szabálytalan hosszúságú és elosztású féllemez is látható. Színük krémszín. 
Tönkje 7-15 cm magas és 0,8-1,8 cm vastag. Alakja felfelé vékonyodó, de nem bunkós. Színe fehéres vagy a kalaphoz hasonló színű. Felszíne finoman pelyhes vagy kissé kígyóbőrszerűen mintázott. Bocskora fehéres, narancsbarnásan foltos, esetenként a talajban rejtőzik. Gallérja nincs.
Spórapora fehér. Spórája kerek, sima, inamiloid, mérete 11-13 µm.

### Hasonló fajok
A sima tönkű rőt selyemgomba vagy a nem zónázott kalapú szürke selyemgomba hasonlít hozzá.

## Elterjedése és termőhelye
Eurázsiában és Észak-Amerikában honos. Magyarországon helyenként nem ritka.
Inkább hegyvidéki lomberdőkben és fenyvesekben fordul elő, gyakran savanyú talajon. Júniustól októberig terem.
Ehető, de ajánlott alaposan megfőzni vagy -sütni. 

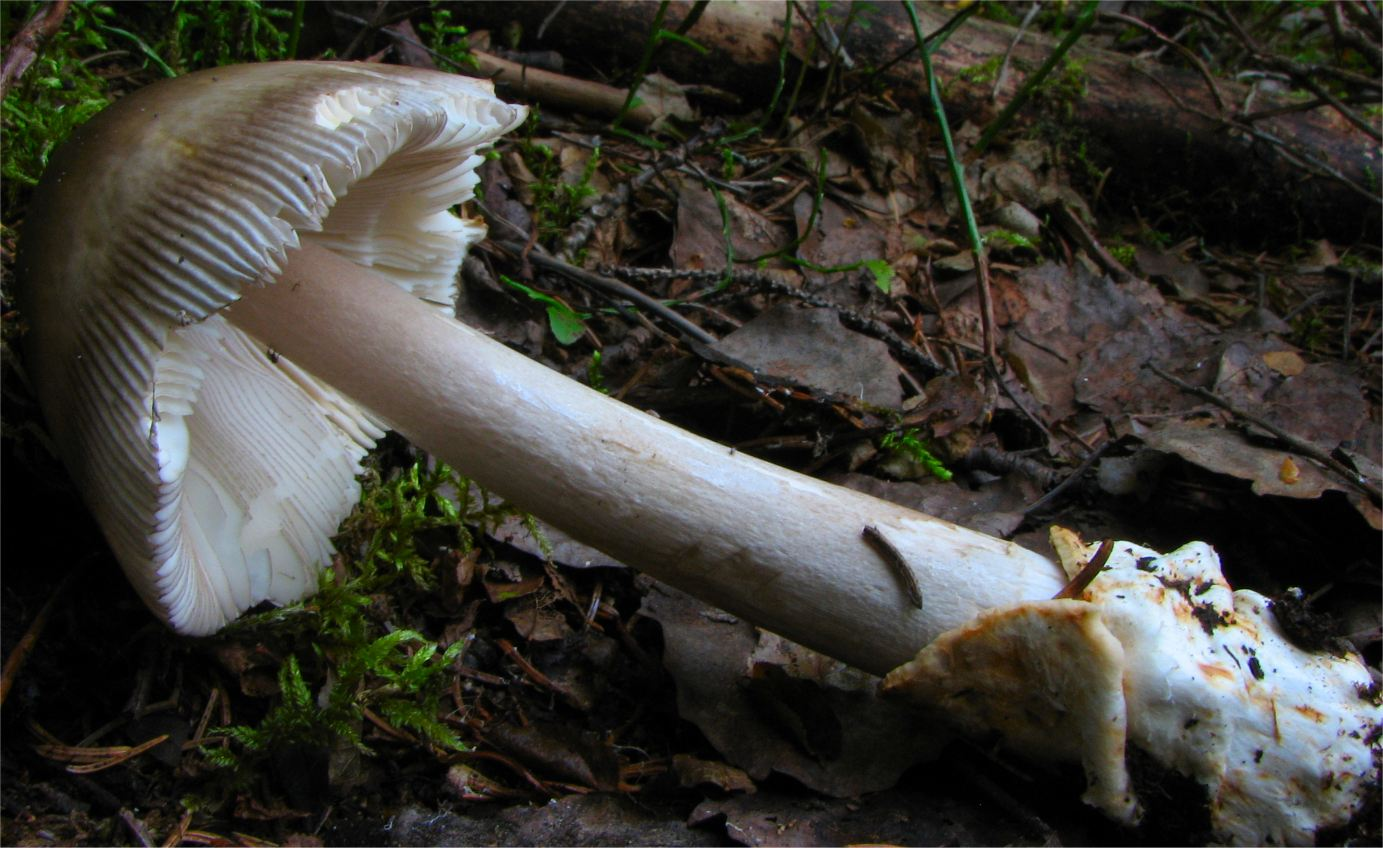
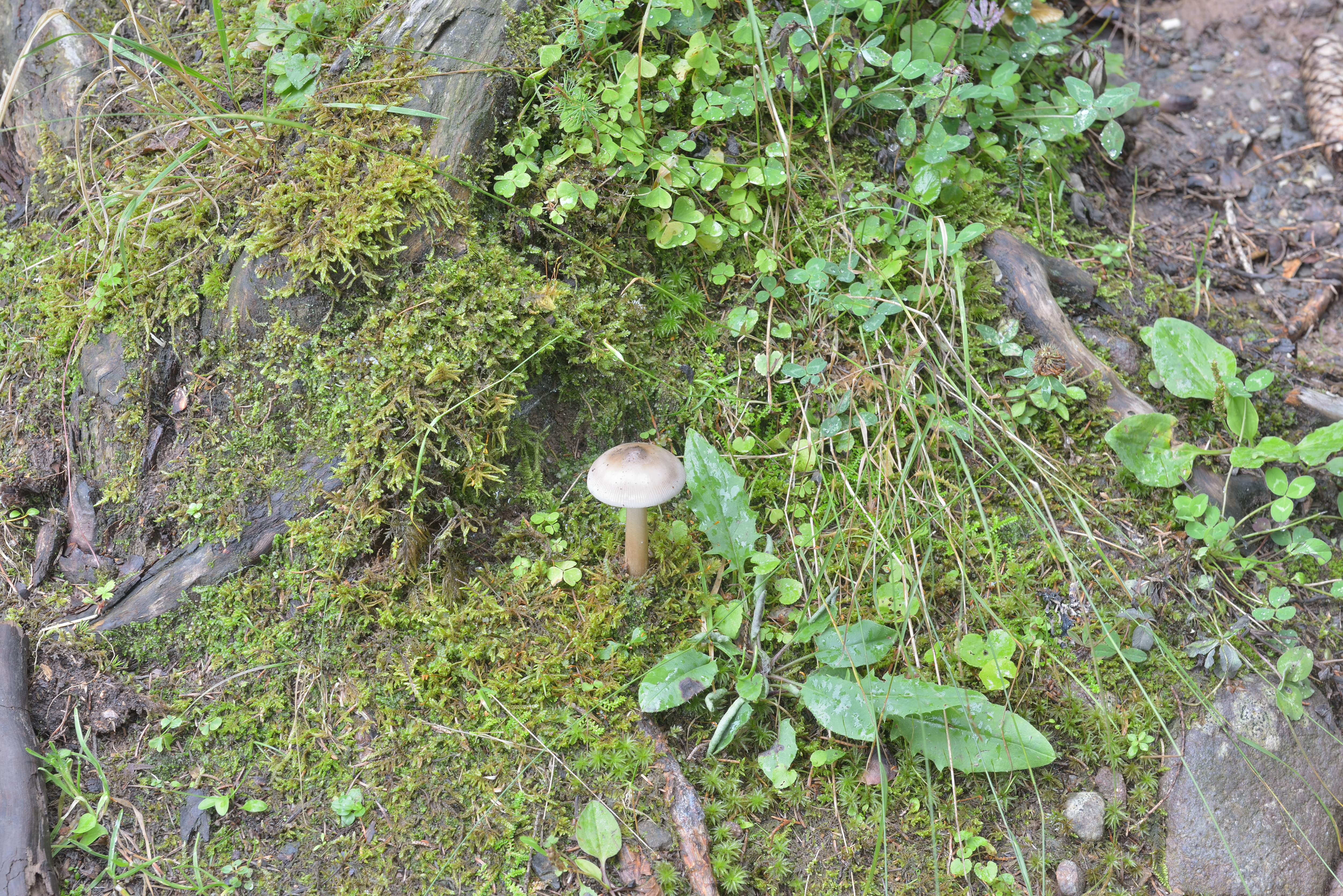
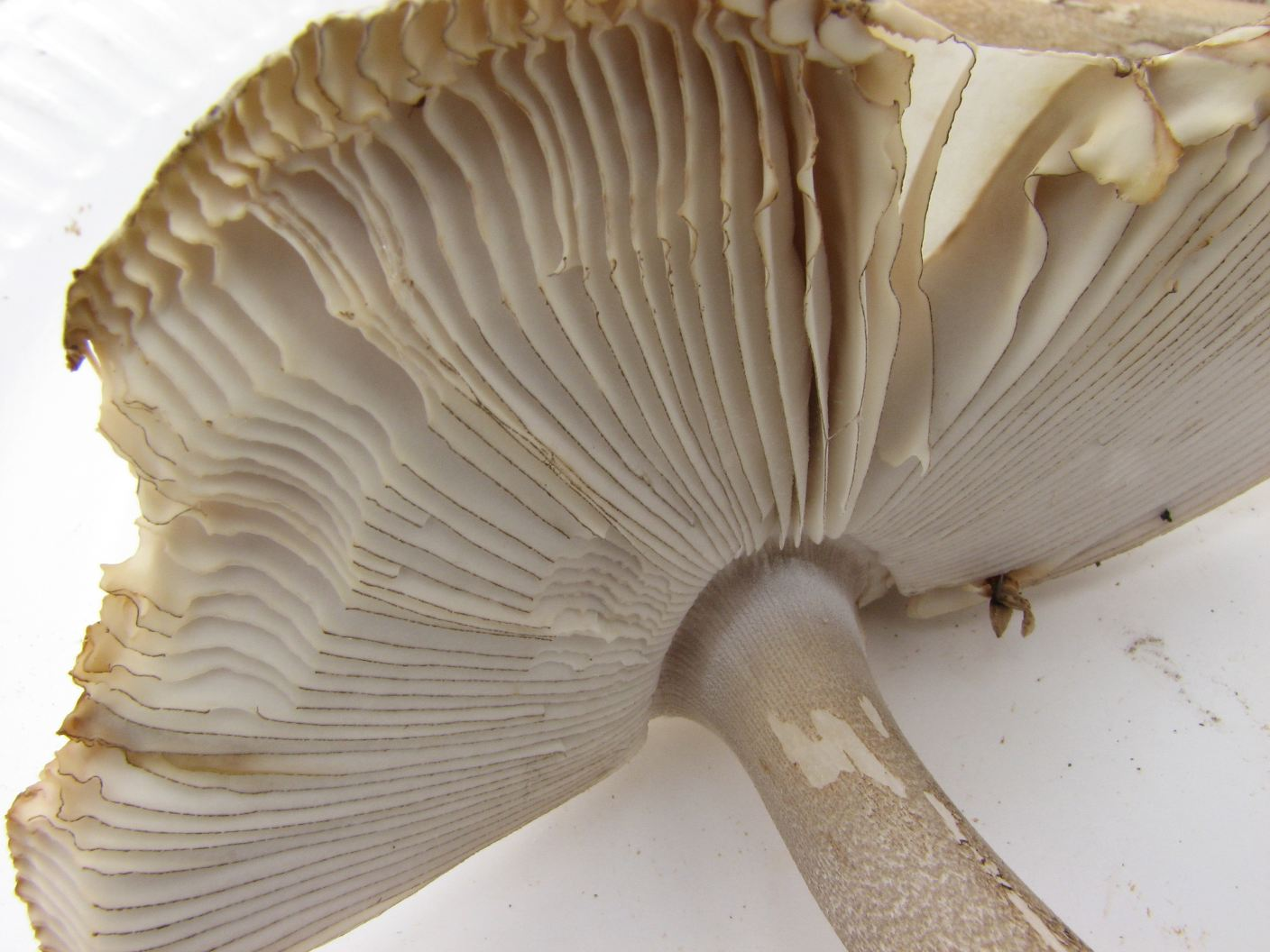
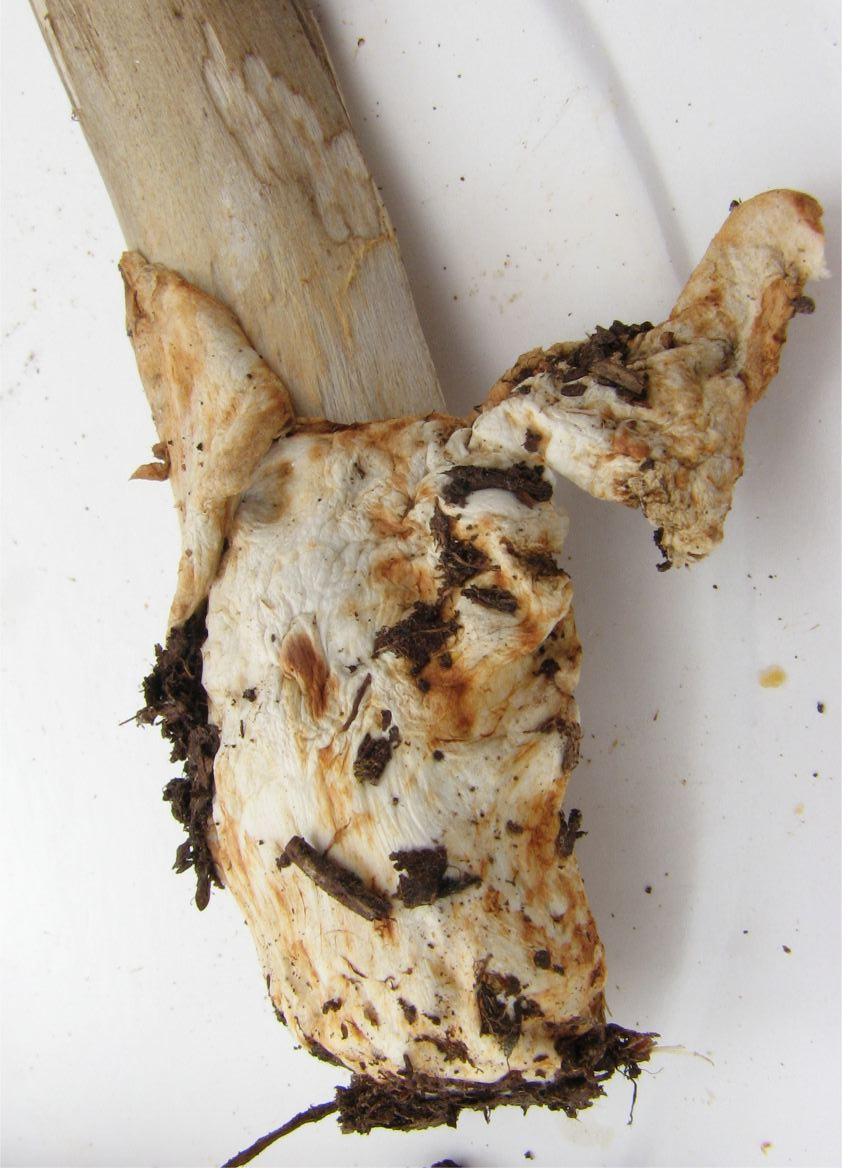
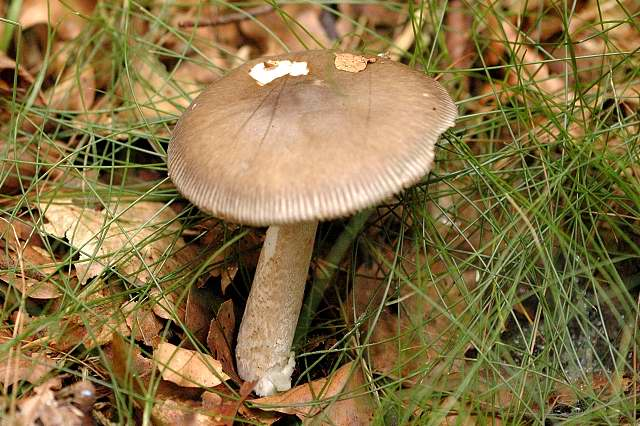